# پیکرات

ساختار شیمیایی آنیون پیکرات

پیکرات(به انگلیسی: Picrate) نمکی است که حاوی آنیون (O۲N)۳C۶H۲O− یا مشتق استر آنیون پیکرات است. این نمک‌ها غالباً در اثر واکنش‌های پیکریک اسید (۶٬۴٬۲-تری‌نیتروفنول) تولید می‌شوند.یون پیکرات به شدت زرد است.
بسیاری از پیکرات‌ها مواد منفجره هستند، به عنوان مثال می‌توان به آمونیوم پیکرات اشاره کرد که به دونیت معروف است.